# 杰茜卡·埃迪
杰茜卡·埃迪（英語：Jessica Eddie，1984年10月7日—），英国女子赛艇运动员。她曾代表英国参加2008年、2012年和2016年夏季奥林匹克运动会赛艇比赛，其中2016年奥运会获得一枚银牌。